# Hitachinaka, Ibaraki
Hitachinaka (ひたちなか市 Hitachinaka-shi) là thành phố thuộc tỉnh Ibaraki, Nhật Bản. Tính đến ngày 1 tháng 10 năm 2020, dân số ước tính thành phố là 156.581 người và mật độ dân số là 1.600 người/km2. Tổng diện tích thành phố là 99,97 km2.

## Địa lý

### Đô thị lân cận
- Ibaraki
  - Tōkai
  - Naka
  - Mito
  - Ōarai

## Giao thông

### Đường sắt
JR East - Tuyến Tokiwa
 JR East – Tuyến Jōban
- Katsuta – Sawa

 JR East – Tuyến Suigun
- Hitachi-Aoyagi – Hitachi-Tsuda

Hitachinaka Seaside Railway – Tuyến Minato
- Katsuta – Kōkimae – Kaneage – Nakane – Takadano-tekkyō – Nakaminato – Tonoyama – Hiraiso – Minohamagakuen – Isozaki – Ajigaura

### Đường bộ
- Quốc lộ 6
- Quốc lộ 245
- Đường Hitachinaka
- Đường Higashi-Mito